# Prefettura apostolica di Baojing
La prefettura apostolica di Baojing (in latino: Praefectura Apostolica Paokingensis) è una sede della Chiesa cattolica in Cina. Nel 1950 contava 1.649 battezzati su 4.000.000 di abitanti. La sede è vacante.

## Territorio
La prefettura apostolica comprende parte della provincia cinese di Hunan.
Sede prefettizia è la città di Baojing.

## Storia
La prefettura apostolica è stata eretta il 9 febbraio 1938 con la bolla Ad Christi nomen di papa Pio XI, ricavandone il territorio dalla prefettura apostolica di Lingling (Yongzhou). Essa è stata affidata alle cure pastorali dei Frati Minori.
Per questa sede non sono più noti vescovi dopo l'avvento al potere del Partito Comunista Cinese. In seguito al ristabilimento dei culti agli inizi degli anni ottanta e alla riformulazione delle circoscrizioni ecclesiastiche ad opera dell'Associazione patriottica cattolica cinese, l'antica prefettura apostolica, assieme a tutte le sedi cattoliche dello Hunan, sono state accorpate a formare la "diocesi di Hunan" con sede a Changsha.

## Cronotassi dei vescovi
Si omettono i periodi di sede vacante non superiori ai 2 anni o non storicamente accertati.
- Ladislaus Lombos, O.F.M. † (3 giugno 1938 - 19 luglio 1963 deceduto)
  - Sede vacante

## Statistiche
La prefettura apostolica nel 1950 su una popolazione di 4.000.000 di persone contava 1.649 battezzati, corrispondenti allo 0,0% del totale.
| anno | popolazione | popolazione | popolazione | presbiteri | presbiteri | presbiteri | presbiteri                | diaconi | religiosi | religiosi | parrocchie |
| anno | battezzati  | totale      | %           | numero     | secolari   | regolari   | battezzati per presbitero | diaconi | uomini    | donne     | parrocchie |
| ---- | ----------- | ----------- | ----------- | ---------- | ---------- | ---------- | ------------------------- | ------- | --------- | --------- | ---------- |
| 1950 | 1.649       | 4.000.000   | 0,0         | 8          | 3          | 5          | 206                       |         |           | 3         | 4          |